# 弘武
弘武（1619年四月；清代避諱改作洪武），是明朝万历时期漳州起事领袖李新的年号，前后共1个月。

## 西曆紀年對照表
| 弘武 | 元年   |
| ---- | ------ |
| 公元 | 1619年 |
| 干支 | 己未   |

## 同期存在的其他政权年号
- 中國
  - 万历（1573年－1620年）：明朝—明神宗朱翊钧之年号
  - 天命（1616年－1626年）：后金—努尔哈赤之年号
  - 天真混（1619年）：明朝时期—李文之年号
- 越南
  - 永祚（1618年－1629年）：后黎朝—黎神宗黎维祺之年号
  - 隆泰（1594年－1628年）：莫朝—莫敬宽之年号
- 日本
  - 元和（1615年－1624年）：后水尾天皇之年號

## 參看
- 中國年號索引
- 明太祖朱元璋的洪武年号